# Vältande av mur
Vältande av mur är en avrättningsmetod som har tillämpats i Afghanistan som straff för utlevd homosexualitet. En stor mur av tegel välts över personen ifråga som krossas till döds.